# Exoneura brisbanensis
Exoneura brisbanensis är en biart som beskrevs av Cockerell 1916. Exoneura brisbanensis ingår i släktet Exoneura och familjen långtungebin. Inga underarter finns listade i Catalogue of Life.

## Bildgalleri

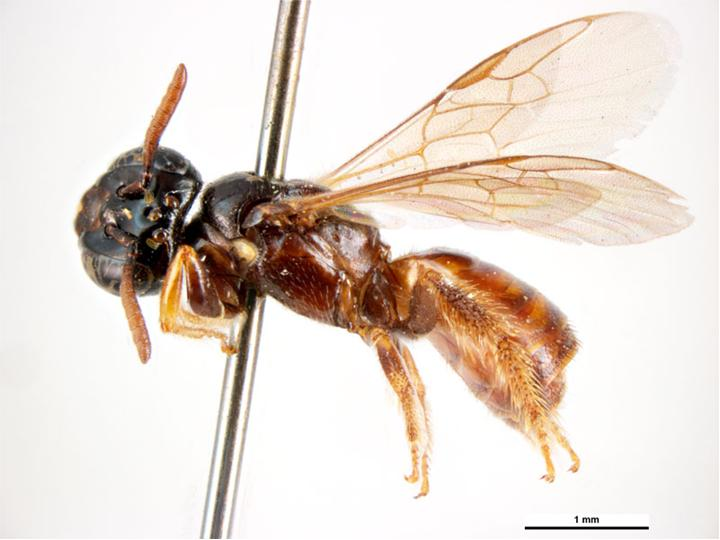
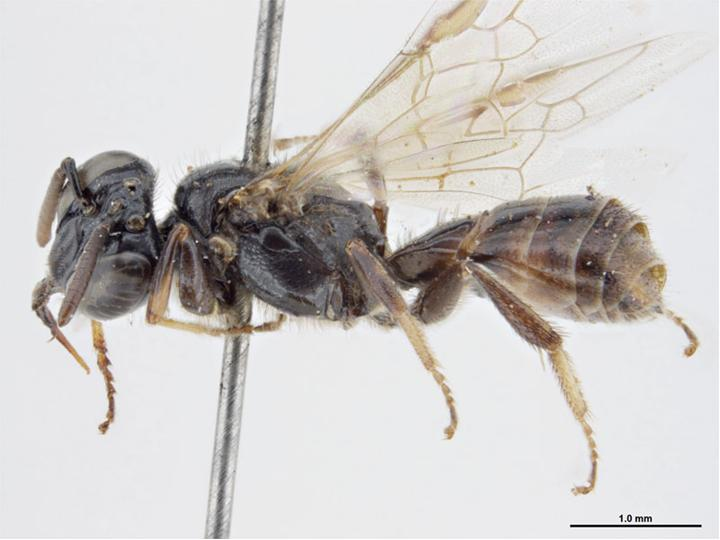